# Kanton Malmedy-Spa-Stavelot
Kanton Malmedy-Spa-Stavelot eller Kanton Spa er et lokalt retsområde med en fredsdommer (tysk: Gerichtsbezirk, fransk: Canton judiciaire, hollandsk: Gerechtelijk kanton).
Kantonen består af byerne Malmedy og Stavelot samt landkommunerne Lierneux, Stoumont, Trois-Ponts og Waimes.

## Valgkantoner
Den retslige kanton Spa er delt mellem flere valgkantoner (tysk: Wahlkanton, fransk: Canton électoral, hollandsk: Kieskanton). Ved den tyske grænse længst mod øst ligger valgkantonen Malmedy, der består af kommunerne Malmedy og Waimes. 